# Hohes Venn
Hohes Venn är en hed i Belgien, på gränsen till Tyskland.   Den ligger i regionen Vallonien, i den östra delen av landet, 130 km öster om huvudstaden Bryssel.
Omgivningarna runt Hohes Venn är en mosaik av jordbruksmark och naturlig växtlighet. Runt Hohes Venn är det ganska tätbefolkat, med 67 invånare per kvadratkilometer.